# Линия 14 (Парижское метро)
Линия 14 (фр. Ligne 14)— одна из шестнадцати линий метро в Париже, это первая полностью автоматизированная линия в Парижском регионе (также автоматизированными являются линии 1 и 4, и системы транспортировки между терминалами в аэропортах Орли и Шарль-де-Голль). Она соединяет станции Сен-Лазар и Олимпиад, пересекая Париж по диагонали с северо-запада на юго-восток.
Открытая 15 октября 1998 года, она является самой современной из линий и обслуживается без машиниста. По степени загруженности она в настоящее время на 12-м месте. Проектное название — Метеор, сокращение от Metro Est-Ouest Rapide. На данный момент является последней линией, открытой в Парижском Метро. На всех станциях линии установлены платформенные раздвижные двери. На схемах обозначается тёмным оттенком фиолетового цвета и число 14.

## Хронология
- 15 октября 1998: Мадлен — Библиотек-Франсуа-Миттеран
- 16 декабря 2003: Мадлен — Сен-Лазар (~800 м)
- 26 июня 2007: Библиотек-Франсуа-Миттеран — Олимпиад (676 м)
- 14 декабря 2020: Сен-Лазар — Мэри-де-Сент-Уэн (5,8 км)
- 13 мая 2024: Олимпиад - Аэропорт Орли
- 24 июня 2024: Мэри-де-Сент-Уэн - Сен-Дени-Плейель

## Схема линии

Линия 14 (Парижское метро)

## Достопримечательности
Линия 14 проходит вблизи:
- вокзала Сен-Лазар и Лионского вокзала, оба — памятники архитектуры, созданные в XIX веке
- церковь Мадлен
- Министерство Финансов в Берси, Арена спорта, парки поблизости
- коммерческий центр Берси виллаж
- Национальная библиотека Франции

## Проекты развития
Современные проекты развития линии 14 официально утверждены в 2009 году, в 2010-х они были частично пересмотрены в целях увязки продления линии к проекту Гранд Пари Экспресс.
- В июне 2009 года было анонсировано изменение скоростного режима, с целью увеличения максимальной возможной маршрутной скорости движения составов серии MP 05 с 70 до 80 км/ч.[5] К 2014 году для увеличения скорости были модифицированы четыре состава[6].
- На 2019—2023 годы запланировано продление линии 14 в Сен-Дени:[7] к 2020 году — в Сент-Уэн до станции «Мэри-де-Сент-Уэн», а в 2023 году — и до Сен-Дени — Плейель.
- На 2024-2027 годы запланировано продление линии в южном направлении до аэропорта Орли: в 2023 году — участок до Вильжюиф — Институт-Гюстав-Русси, а в 2027 году предполагается завершение южного радиуса линии.[8][9].
- При поставках на линию метропоездов типа MP 14CA планируется, что линия станет первой в Парижском метрополитене линией, обслуживаемой восьмивагонными поездами. Для этого предусмотрен запас длины платформ, которая составляет 120 м. Первый поезд начал пассажирскую эксплуатацию 12 октября 2020 года; планируется, что после полной замены подвижного состава поезда типов  MP 89CA и MP05 будут переданы на линию 4.

## Галерея

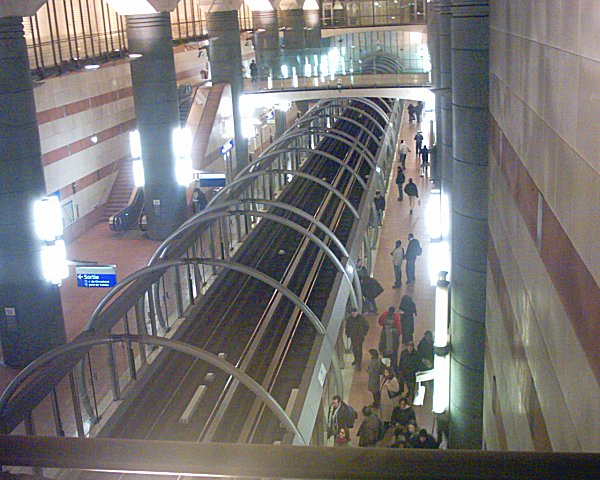
Библиотек-Франсуа- Миттерран
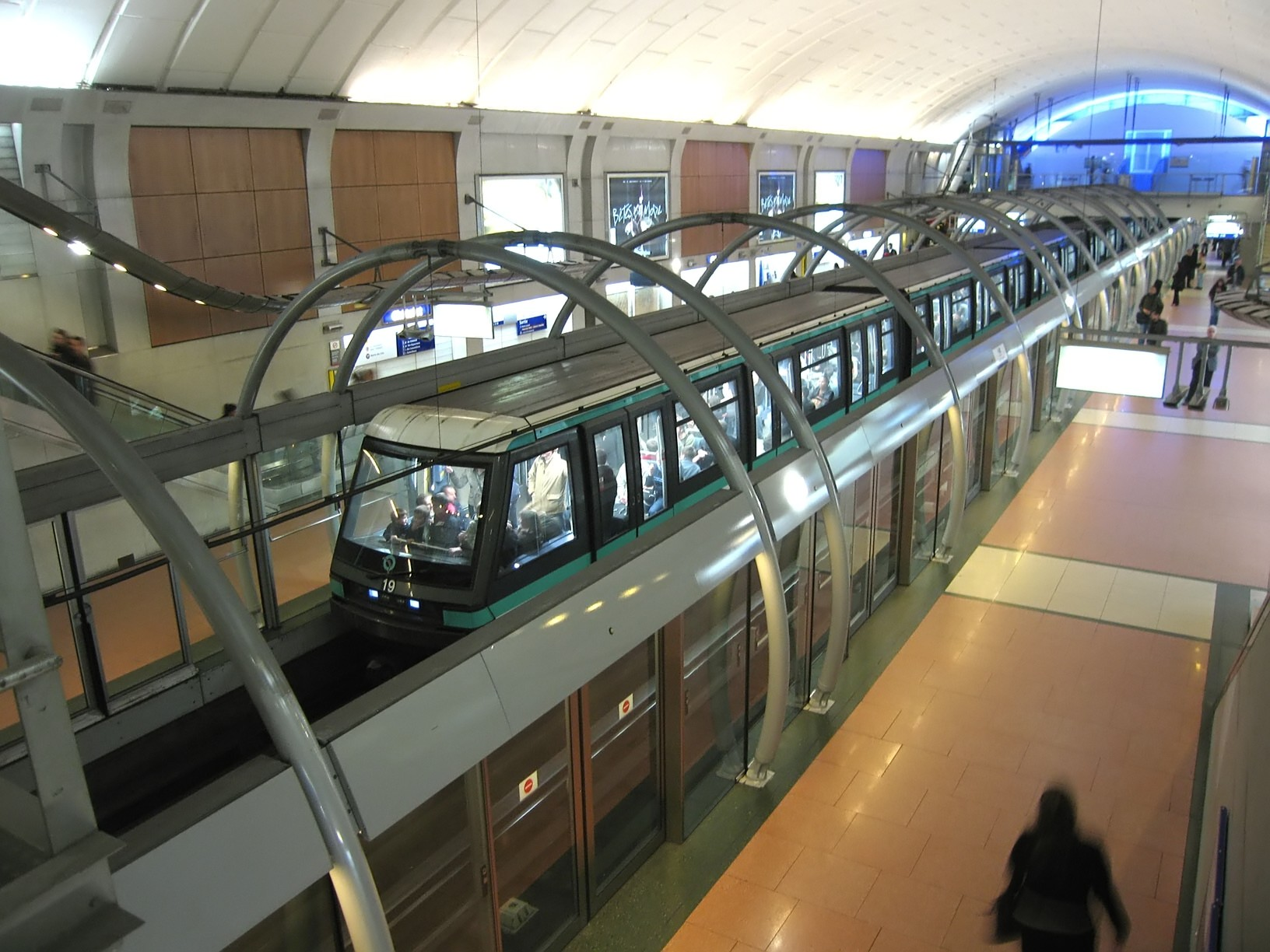
Шатле
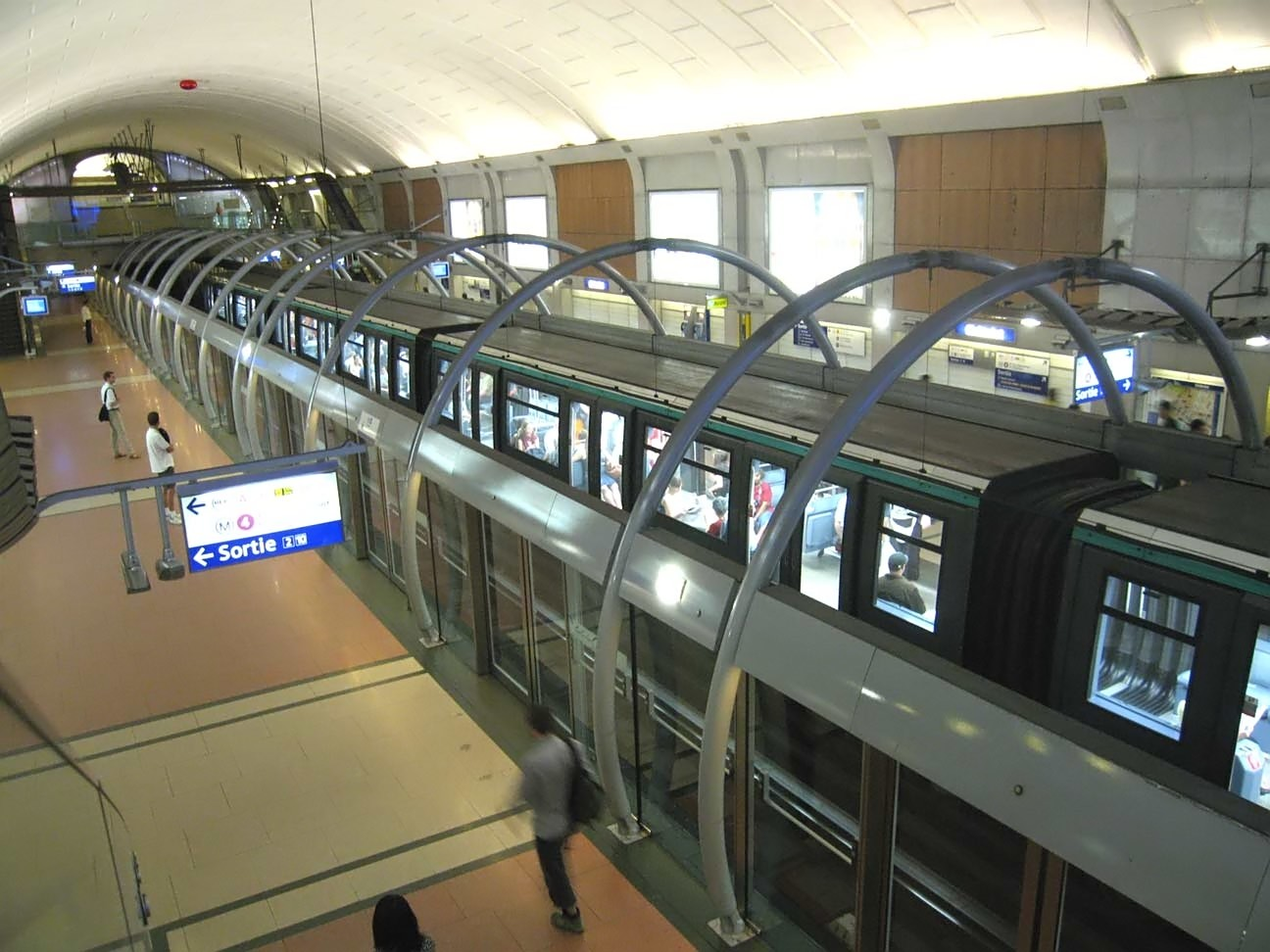
Шатле
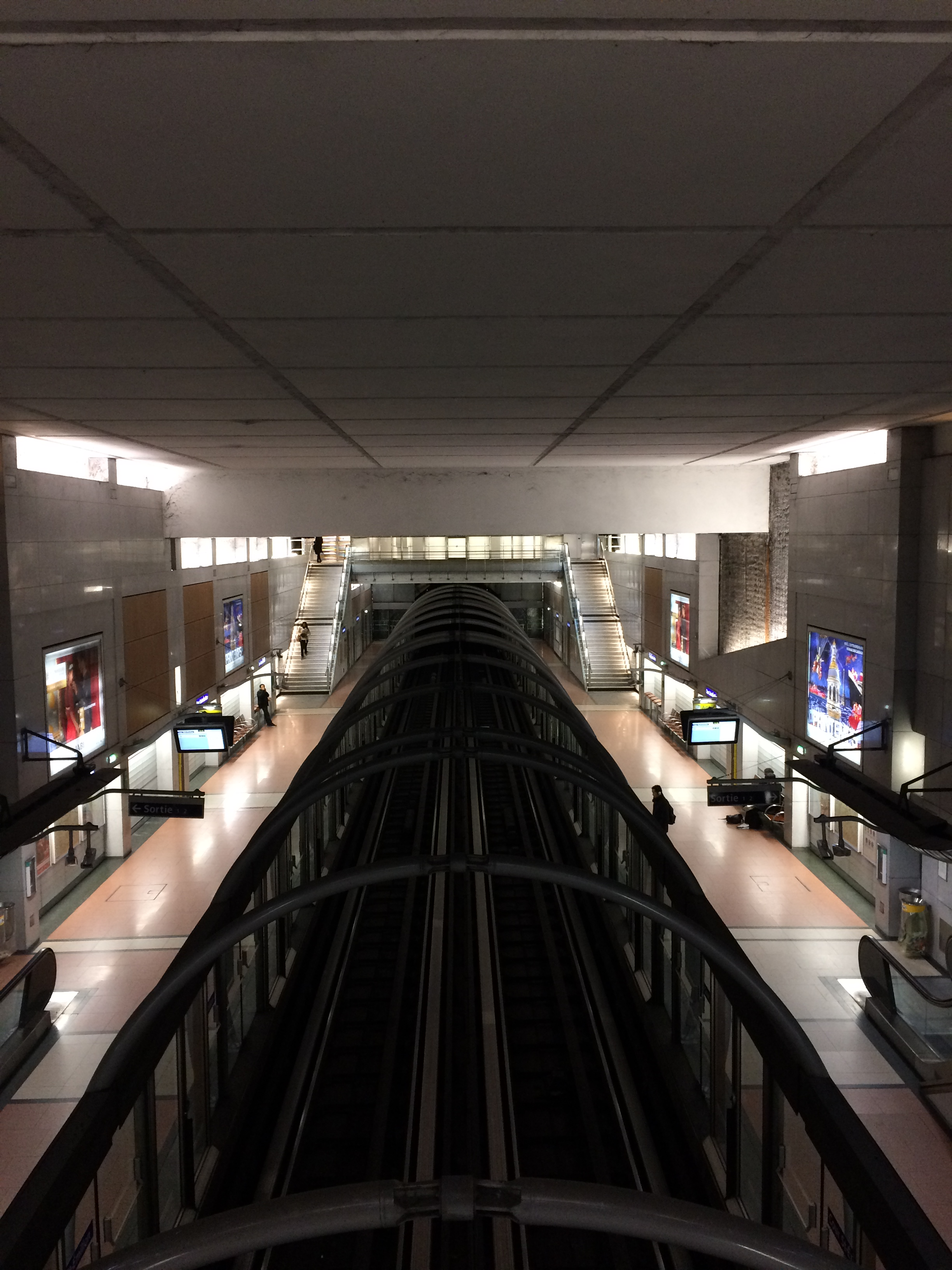
Кур-Сент-Эмильон
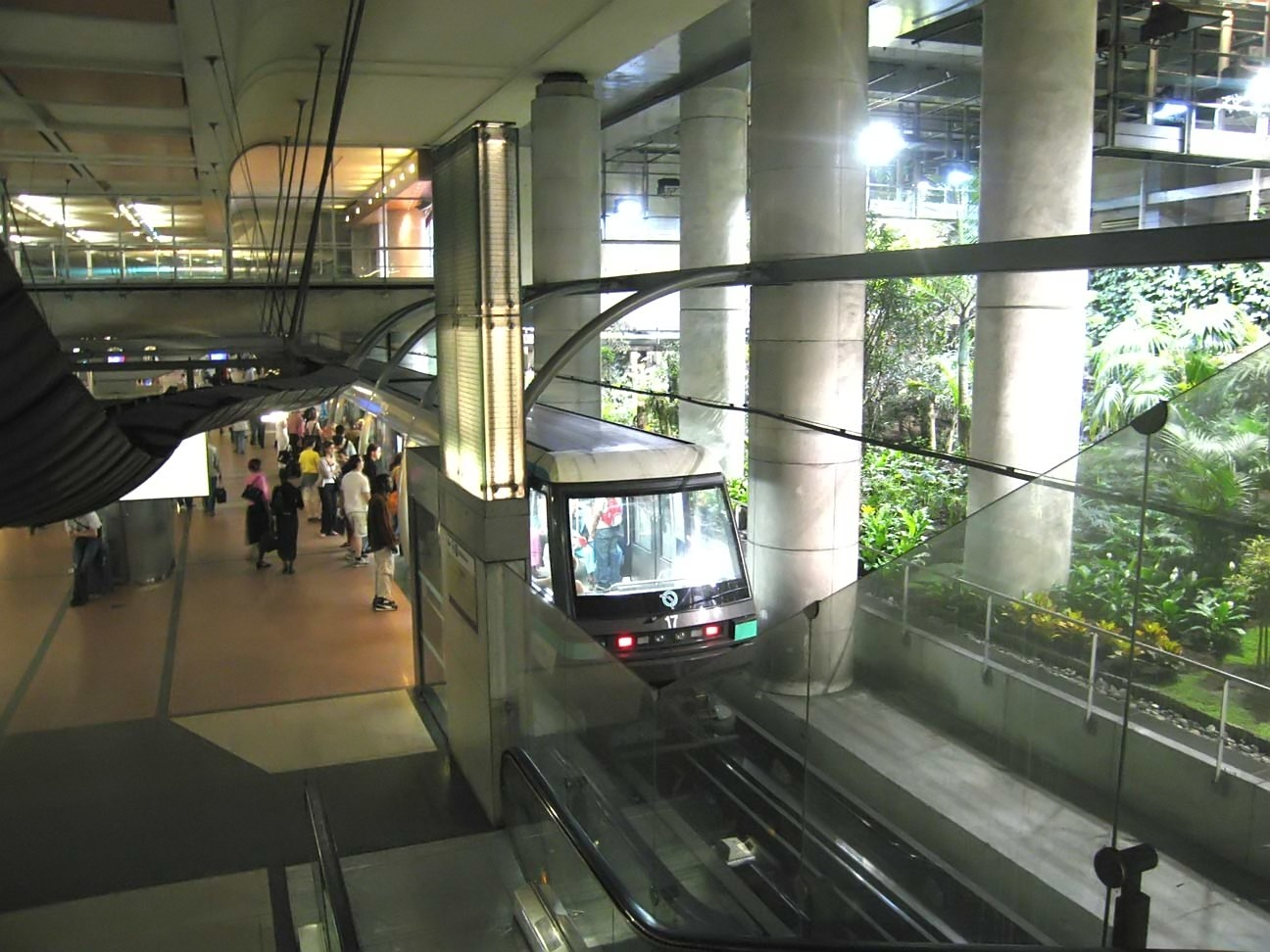
Гар-де-Льон
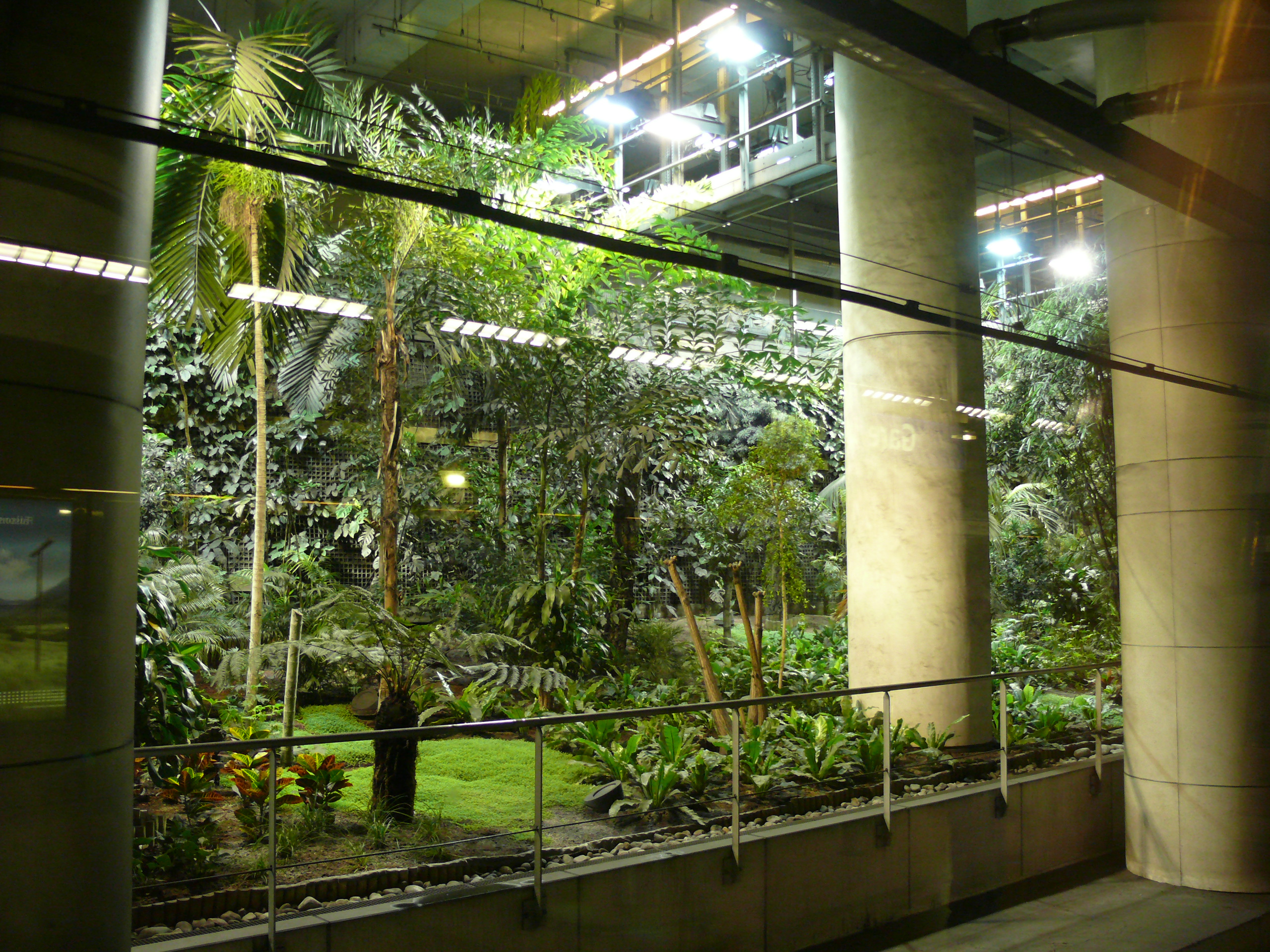
Сад на станции Гар-де-Льон
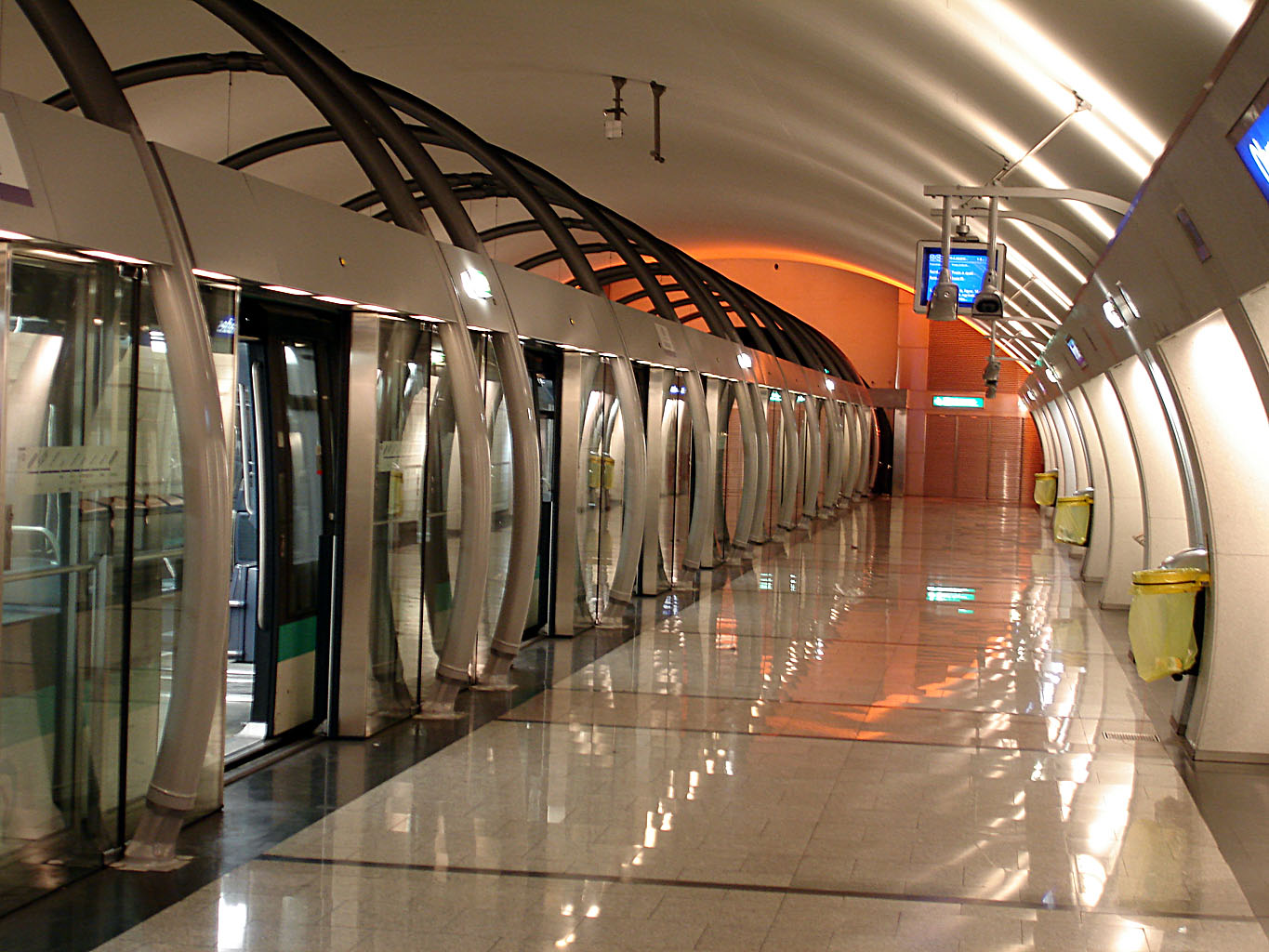
Олимпиад
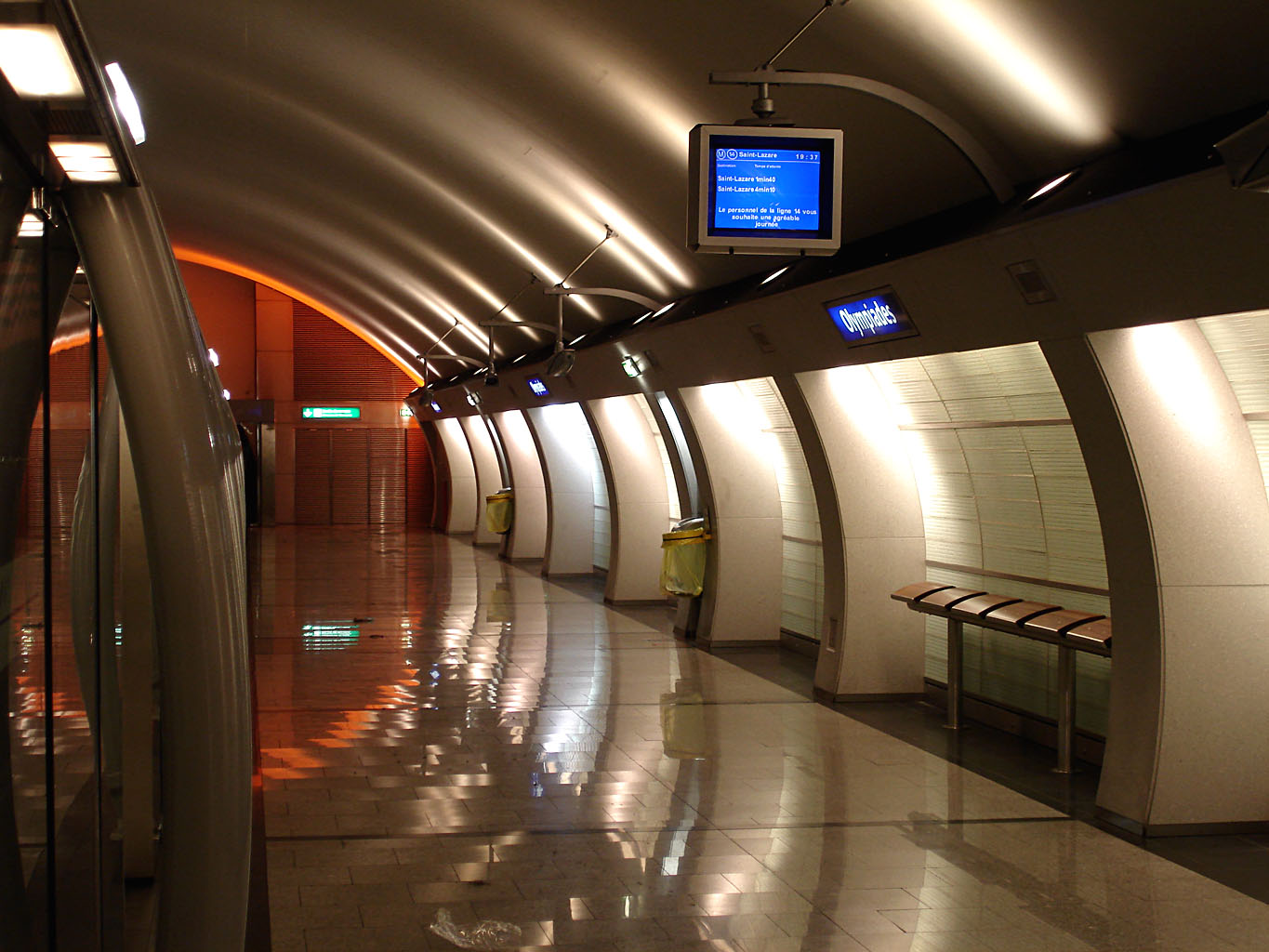
Олимпиад
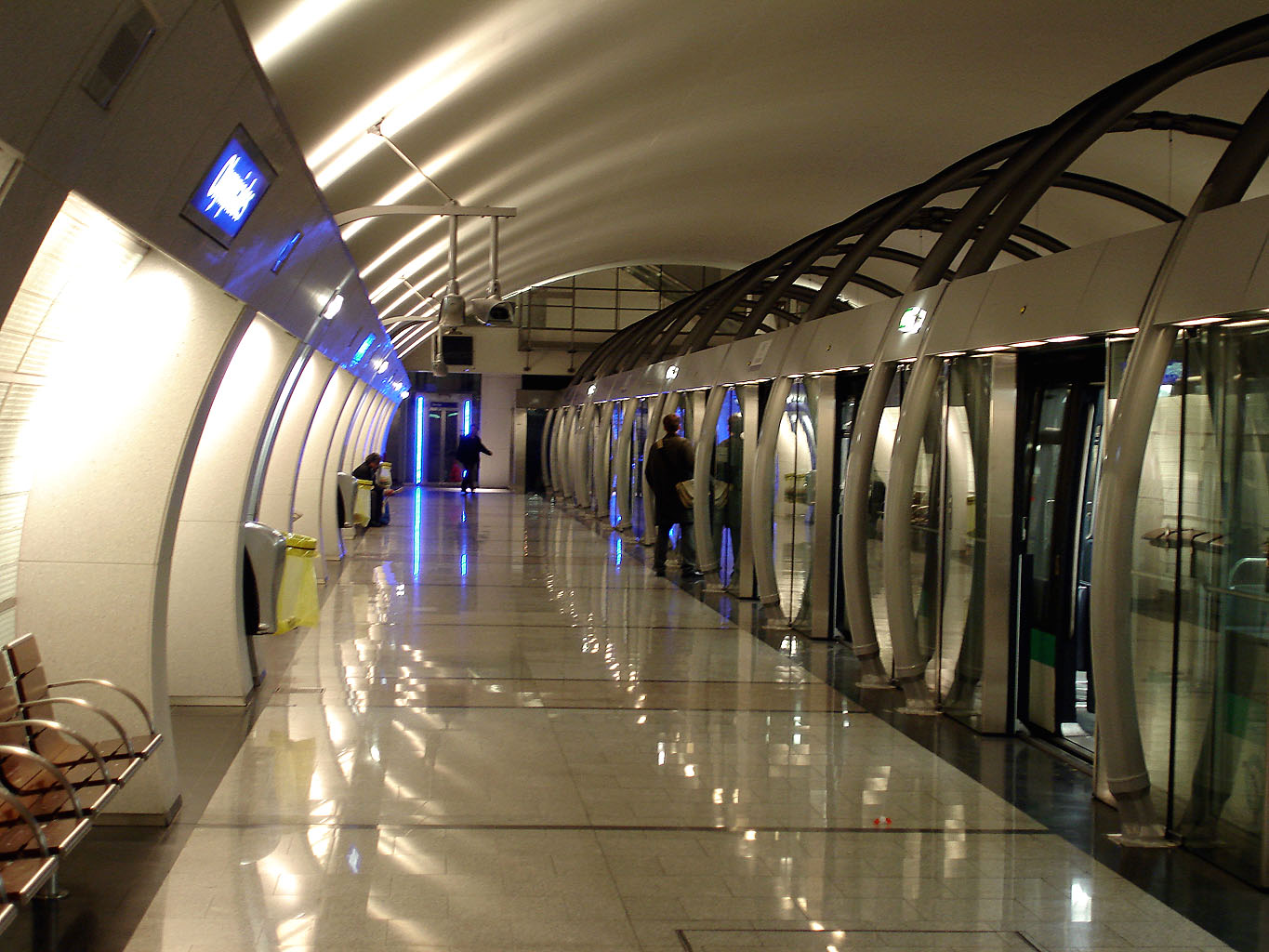
Олимпиад
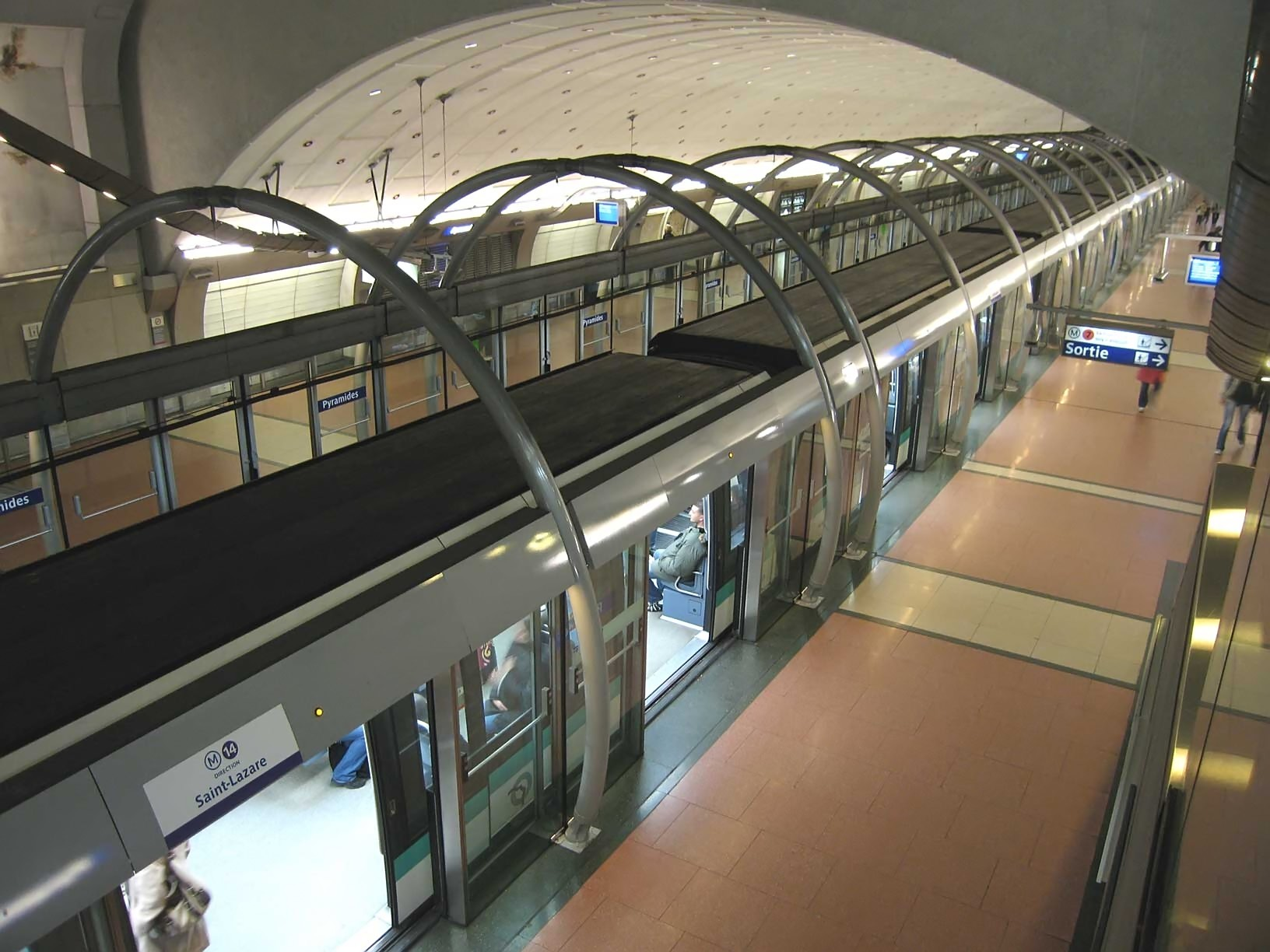
Пирамид
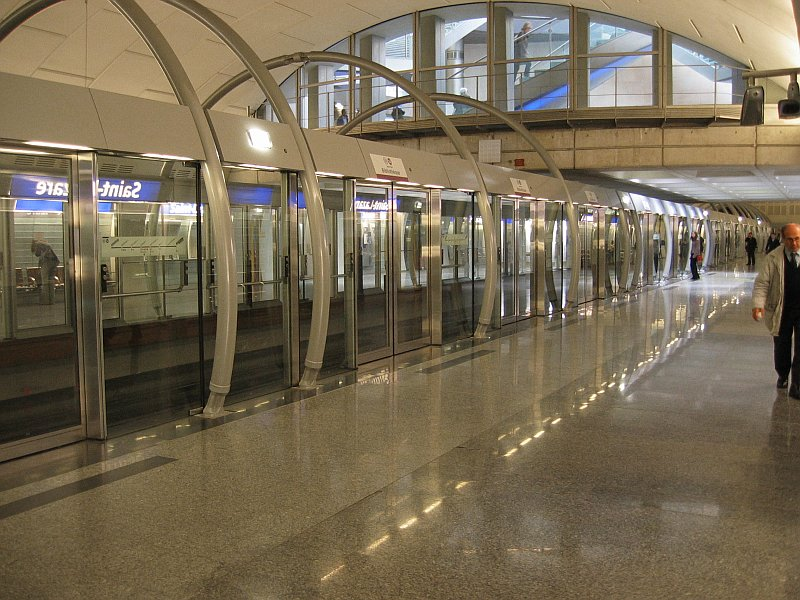
Сен-Лазар
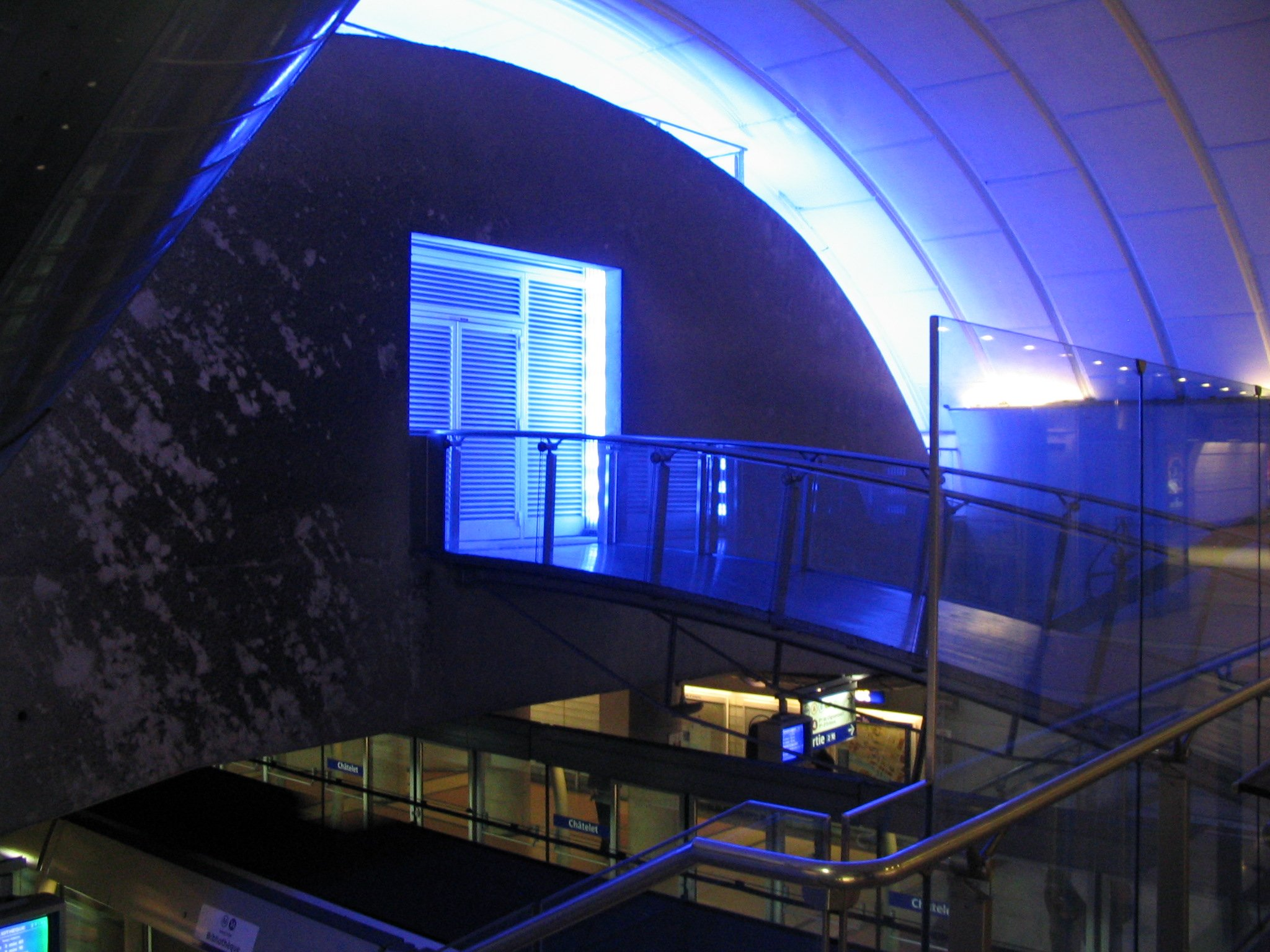
Шатле